# Ulrich Hahn (Rennrodler)

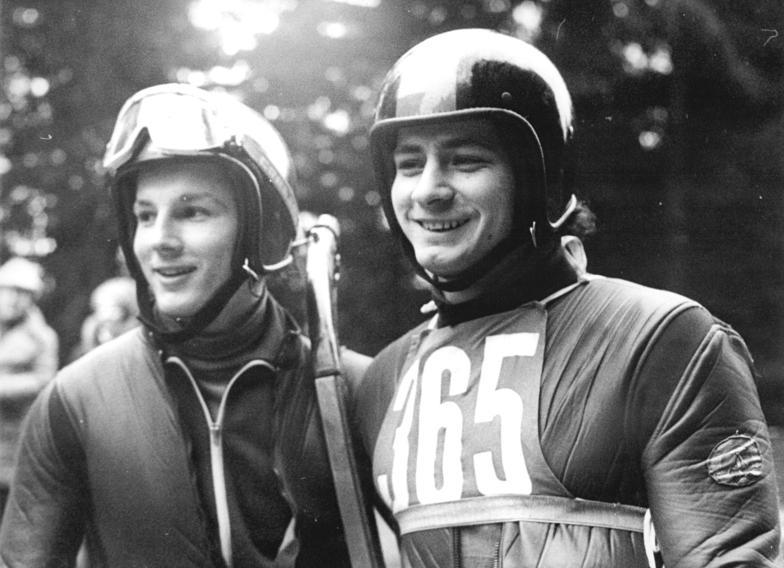
Bernd und Ulrich Hahn (links) bei den DDR-Meisterschaften 1975

Ulrich „Ulli“ Hahn (* 5. November 1955 in Elbingerode) ist ein früherer deutscher Rennrodler. Er bildete mit seinem ein Jahr älteren Bruder Bernd Hahn einen der erfolgreichsten Rennrodel-Doppelsitzer der 1970er und frühen 1980er Jahre.

## Leben
Ulrich Hahn startete für den SC Traktor Oberwiesenthal. Ihren ersten internationalen Erfolg feierten beide, als sie bei der Rennrodel-Europameisterschaft 1973 hinter Hans Rinn und Norbert Hahn, die in den folgenden Jahren vor allem national ihre Hauptkonkurrenten werden sollten, die Silbermedaille gewannen. Norbert Hahn war nicht mit den Brüdern verwandt. 1974 gewannen sie in Königssee ihren ersten Titel bei den Weltmeisterschaften. 1975 wiederholten sie den Titelgewinn in Hammarstrand, fuhren dabei Bahnrekord im letzten Durchgang, und gewannen zudem hinter ihren Landsleuten Rinn/Hahn und Horst Müller/Hans-Jörg Neumann den dritten Platz bei der EM. Ausgerechnet das Olympiajahr 1976 beendete die erste Serie von Erfolgen. Bei den Spielen in Innsbruck kam das Doppel nur auf einen enttäuschenden 16. Platz. Erste 1978 fanden sie wieder in die alte Erfolgsspur zurück und gewannen bei den Europameisterschaften hinter Rinn/Hahn die Silbermedaille. Die Olympischen Winterspiele 1980 in Lake Placid beendeten sie auf dem undankbaren vierten Rang. Bei der EM belegten sie – erneut hinter ihren Dauerrivalen Rinn/Hahn – den zweiten Platz. Einen letzten großen Titel feierte das Doppel Hahn/Hahn bei den Weltmeisterschaften 1981 in Hammarstrand, wo sie ihren dritten Titel gewannen.
Im Weltcup waren die Erfolge von Bernd und Ulrich Hahn nicht besonders groß, besonders weil der Wettbewerb erst zur Saison 1977/78 eingeführt wurde und einige Zeit brauchte, um sich durchzusetzen. Vor allem in der Frühzeit sandte der Verband der DDR auch immer wieder unterschiedliche Starter. Zwei Rennen, 1978/79 in Imst und 1980/81 ebenda, gewannen sie zwei der Rennen. National standen sie zunächst im Schatten von Rinn/Hahn. 1974, 1976, 1977 und 1978 wurden sie hinter diesen Vizemeister, 1975 kamen sie auf den dritten Rang, weil überraschend Müller/Neumann den Titel gewinnen konnten. 1979 und 1980 gewannen sie die Titel. Ulrich Hahn ist mit Christine Scheiblich verheiratet.
1974 wurden Ulrich Hahn und sein Bruder mit dem Vaterländischen Verdienstorden in Bronze ausgezeichnet.

## Erfolge

### Weltcupsiege
Doppelsitzer
| Nr. | Datum         | Ort          | Bahn                 |
| --- | ------------- | ------------ | -------------------- |
| 1.  | 5. Feb. 1978  | Hammarstrand | Bobbahn Hammarstrand |
| 2.  | 11. Jan. 1981 | Imst         | Rodelbahn Imst       |